# Marta (rivier)
De Marta (vroeger: Larthe) is een 54 km lange rivier in het noorden van de Italiaanse regio Lazio, in de provincie Viterbo. Ze ontspringt bij het gelijknamige plaatsje Marta uit het Meer van Bolsena en mondt bij Tarquinia uit in de Tyrreense Zee. Ondertussen ontmoet ze in haar tracé vele thermale bronnen en beekjes.
Sinds 2005 is de zeebodem tussen de mondingen van de Marta zelf en de Arrone een gebied van communautair belang.

## Loop

### Bovenloop

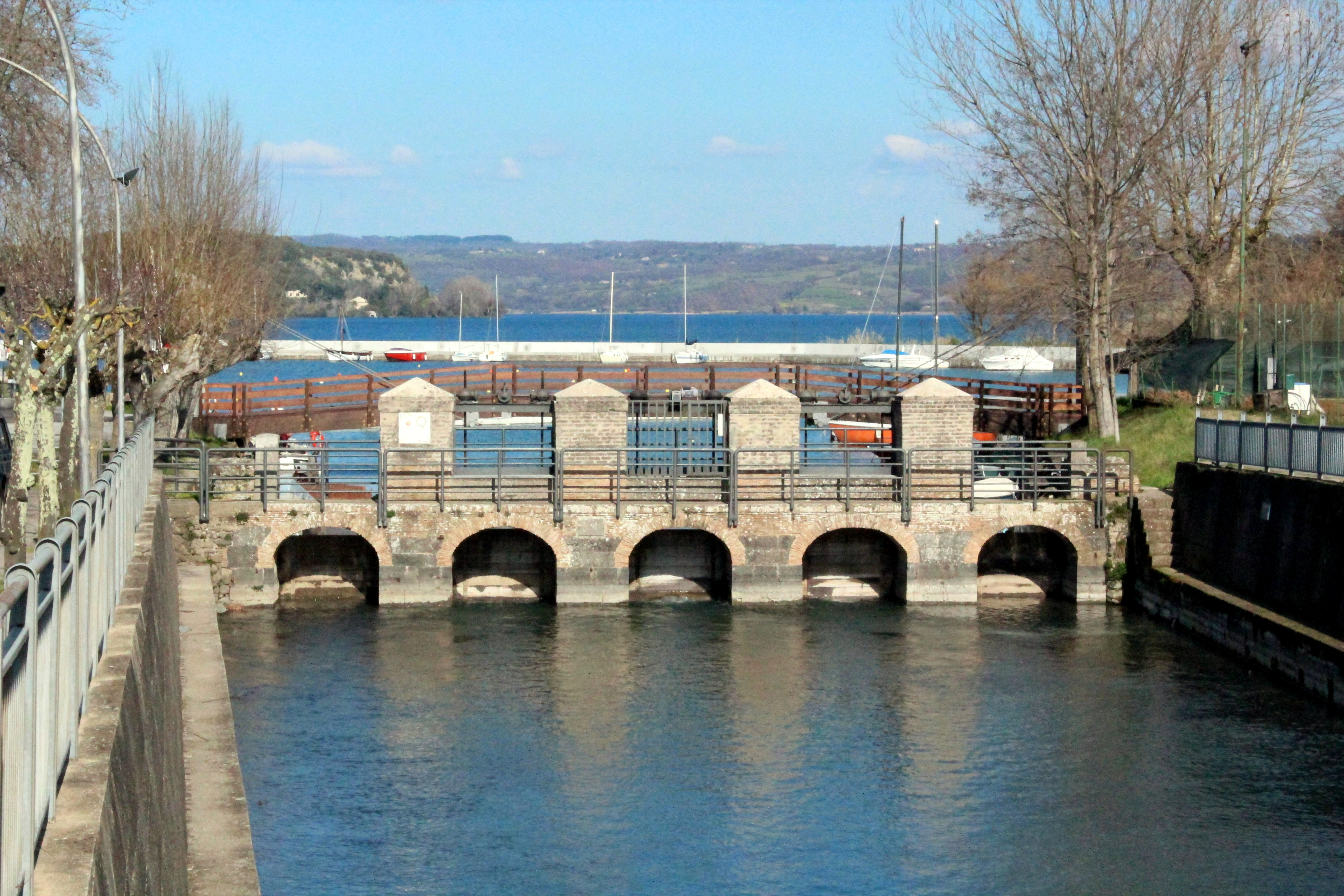
De stuw die het begin vormt van de Marta

De Marta ontspringt uit het Meer van Bolsena, bij de haven van de gelijknamige plaats Marta. De waterstand van het meer wordt hier gereguleerd door een stuw. Soms gaat deze stuw (gedeeltelijk) dicht, aangezien de watertoevoer van beekjes uit de nabijgelegen bergen vooral tijdens droge zomers redelijk beperkt kan zijn. Vervolgens stroomt ze in zuidelijke richting verder door een veelal agrarisch, maar heuvelachtig landschap. Hierna bereikt ze de stad Tuscania, waar ze ten zuiden van deze stad veel beken en waterlopen opneemt, wat resulteert in een groter debiet. Er is nog echter geen sprake van een (kleine) rivier.

### Midden- en benedenloop

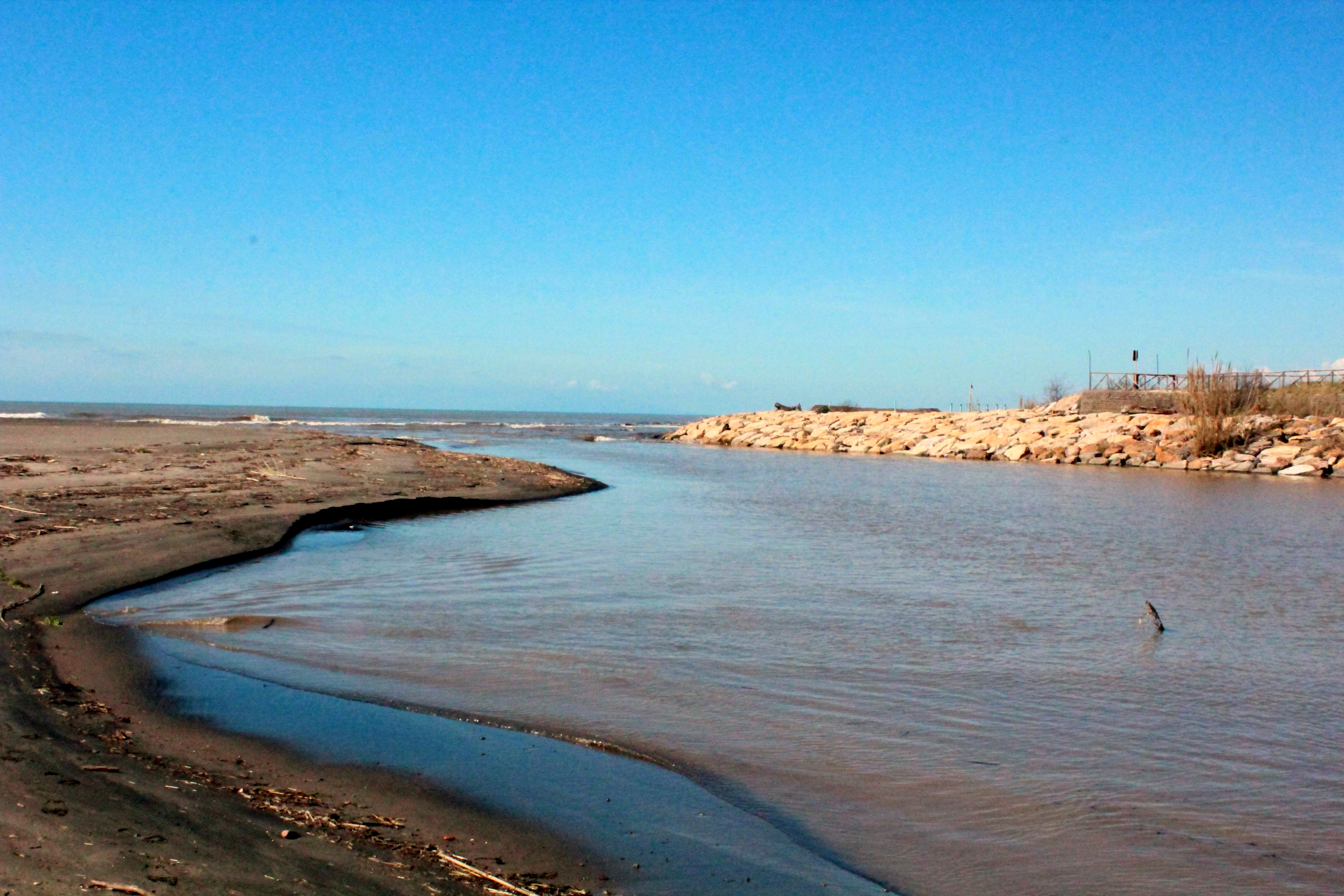
De monding van de Marta in de Tyrreense Zee

De Marta stroomt vanuit de gemeente Tuscania steeds meer verder naar het zuiden, En neemt steeds meer beekjes op. Vanaf hier is er pas sprake van een klein riviertje. En bij Monte Romano stroomt ze niet meer in zuidelijke, maar in zuidwestelijke richting naar de Tyrreense Zee. Ze bereikt uiteindelijk de voormalige Etruskische stad Tarquinia. Eenmaal aangekomen in de gemeente Tarquinia, meandert ze rustig langs de stad zelf om zo buiten deze plaats tussen Voltone en Lido di Tarquinia uit te monden in de Tyrreense Zee.